# Кастл, Эгертон
Эгертон Кастл (англ. Egerton Castle; 1858—1920) — английский писатель и историк.

## Биография
Автор множества романов и пьес: «Consequences» (1891), «La Bella and Others» (1892), «The Light of Scarthey» (1895), «The Bath Comedy» (1899, совместно с женой Агнес), «Young April» (1899), «The Secret Orchard», «Marshfield the Observer» (1900), «The House of Romance» (1901) и др. Преимущественную известность, однако, Кастл приобрел как историк фехтования, автор книги «Школы и мастера шпаги: От Средних веков до XVIII века» (англ. «Schools and Masters of Fence: From the Middle Ages to the Eighteenth Century», 1885); он также, вместе с Алфредом Хаттоном, организовывал многочисленные демонстрации фехтовального искусства. Кроме того, Кастлу принадлежит несколько книг об английских гравюрах.